# Kissing Darkness
Kissing Darkness – niezależny amerykański film fabularny z 2014 roku, napisany i wyreżyserowany przez Jamesa Townsenda, z Seanem Paulem Lockhartem obsadzonym w roli głównej. Światowa premiera projektu odbyła się 6 kwietnia 2014 podczas Tels Quels Brussels LGBT Film Festival w Belgii. Premiera komercyjna nastąpiła 30 czerwca 2014. Kissing Darkness opowiada historię grupy homoseksualnych przyjaciół, którzy przy użyciu planszy ouija uwalniają złe moce.

## Obsada
- Ronnie Kroell − Brett
- Sean Paul Lockhart − Jonathan
- Nick Airus − Vlad
- Kyle Blitch − Skylar
- James Townsend − Brendan
- Daniel Berilla − Ashton
- Marc Griffin − Keith
- Alexandra − Malice Valeria